# Сеправ (гміна)
Гміна Сеправ (пол. Gmina Siepraw) — сільська гміна у південній Польщі. Належить до Мисленицького повіту Малопольського воєводства.
Станом на 31 грудня 2011 у гміні проживало 8318 осіб.

## Площа
Згідно з даними за 2007 рік площа гміни становила 31.92 км², у тому числі:
- орні землі: 69.00%
- ліси: 13.00%

Таким чином, площа гміни становить 4.74% площі повіту.

## Населення
Станом на 31 грудня 2011:
| Опис     | Загалом | Загалом | Чоловіки | Чоловіки | Жінки | Жінки |
| -------- | ------- | ------- | -------- | -------- | ----- | ----- |
| одиниця  | осіб    | %       | осіб     | %        | осіб  | %     |
| все      | 8318    | 100     | 4125     | 49.59    | 4193  | 50.41 |
| міське   | 0       | 100     | 0        |          | 0     |       |
| сільське | 8318    | 100     | 4125     | 49.59    | 4193  | 50.41 |

## Сусідні гміни
Гміна Сеправ межує з такими гмінами: Величка, Добчице, Мислениці, Моґіляни, Сьвйонтники-Ґурне.